# Perversion for Profit
Perversion for Profit (en español: Perversión con fines de lucro) es una película de propaganda filmada en Eastmancolor de 1963, financiada por Charles Keating a través de Citizens for Decent Literature y narrada por el presentador de noticias George Putnam. La película argumenta que los materiales sexualmente explícitos corrompen a los espectadores y lectores jóvenes, lo que lleva a actos de violencia y actitudes "pervertidas" con respecto al sexo, incluida la inclinación hacia la homosexualidad. Aunque Perversion for Profit sugirió en serio que la pornografía podría erosionar la integridad de la cultura estadounidense, Peter L. Stein del San Francisco Chronicle escribió en una reseña de 2003 que era "estridente y, a veces, cómico".
Hoy en día, Perversion for Profit es de dominio público y se ha vuelto popular en el sitio web de Prelinger Archives y en YouTube. Sin embargo, como observa Peter L. Stein en un artículo para el San Francisco Chronicle, la película también tiene un significado histórico considerable, sirviendo como una especie de cápsula del tiempo de la pornografía de la época, así como un ejemplo de preocupaciones históricas con respecto a la influencia de los medios:

... a medida que continúa el desfile de portadas de revistas femeninas, fotografías de hombres y folletos cursis de sadomasoquismo, la película revela una especie de lascivia que los cineastas difícilmente podrían haber pretendido. El resultado es un notable registro visual de la literatura clandestina y los apetitos sexuales de mediados de siglo, y una glosa de los valores de la sociedad que los condenaba.

En el momento en que se escribió el artículo del San Francisco Chronicle, Perversion for Profit era la segunda descarga más popular de Prelinger Archive, superada solo por la conocida película de la Guerra Fría Duck and Cover. Al igual que Stein, el estudioso del cine efímero Rick Prelinger, fundador del Archivo, ve este tipo de películas como documentos históricos esclarecedores o lo que él llama "evidencia no oficial de la vida cotidiana".

## Resumen
En 1963, Putnam narró Perversion for Profit, en la que advirtió a los televidentes sobre las revistas que contenían desnudos y material homosexual, diciendo que los homosexuales eran "pervertidos" e "inadaptados", además de insinuar que eran abusadores de niños y que debilitaban la "resistencia" de Estados Unidos a los maestros comunistas del engaño". La película fue financiada por Charles Keating.

## Alusiones
Putnam cita erróneamente que la Corte Suprema de los Estados Unidos declaró que las publicaciones para adultos son "suciedad por el bien de la suciedad". En realidad, esa cita era del juez de la Corte de Apelaciones de Nueva York John F. Scileppi y se refería a la novela Trópico de Cáncer de Henry Miller.
Para respaldar su posición, Putnam se refiere al "Dr. [Pitirim] Sorokin, el renombrado sociólogo de Harvard", un ruso-estadounidense que fundó el departamento de Sociología de Harvard y se desempeñó como el presidente número 55 de la Asociación Estadounidense de Sociología.
Para ejemplificar la corrupción de la literatura, Putnam lee un pasaje de la novela de ficción pulp Sex Jungle (1960) de Don Elliot, un seudónimo del novelista Robert Silverberg. En una entrevista de 2000, Silverberg explicó que la ficción erótica que publicó bajo el seudónimo de Don Elliot...

... se emprendió en un momento en que estaba cargado con una gran deuda, a la edad de 26 años, por una espléndida casa que había comprado. No habría habido forma de pagar la casa escribiendo ciencia ficción en esa época lejana, cuando $2500 era mucho para ganar con una novela que podría llevar meses escribir, así que produje un montón de novelas sexuales rápidas. Nunca oculté el hecho de que las estaba haciendo; no me importaba en absoluto que la gente lo supiera o no. Era solo un trabajo. Y fue, por cierto, un trabajo que hice muy bien. Creo que fueron novelas eróticas sobresalientes.

## Retransmisiones
Turner Classic Movies ha televisado la película en Estados Unidos los sábados por la noche en su bloque TCM Underground.